# 鈴木礼治
鈴木 礼治（鈴木 禮治、すずき れいじ、1928年12月4日 - 2022年8月15日）は、日本の政治家、自治官僚。元愛知県知事（4期）。

## 来歴・人物
三重県三重郡富田町（現・四日市市）生まれ。旧制桑名中学、旧制八高を経て名古屋大学経済学部卒業。自治省に入省。1964年、愛知県庁に出向し、課長に就任。
1974年7月31日、愛知県副知事の寺井久が辞任。同年8月1日、愛知県教育委員会教育長の仲谷義明がそのあとを受けて副知事に就任。同日、鈴木は教育長に就任。1975年2月、仲谷は愛知県知事に初当選。仲谷知事のもとで管理教育体制を引き継ぐ。
1978年、教育長を退任。同年、愛知県総務部長に就任。1979年、同副知事に就任。

### 愛知県知事
1983年、愛知県知事選に与野党相乗り候補として立候補し、初当選。1987年、再選。
1988年10月11日の記者会見にて、愛知県で万国博覧会を開催する構想を公表した。以降、愛知万博開催の中心人物として活動を続けた。
1989年9月21日開会の議会定例会に、鈴木は、愛知県立東郷高等学校において管理教育の導入の中心的役割を果たした相羽鋥一を愛知県教育委員に任命する議案を議会に提出した。相羽は議会の同意を得て教育委員に就任し、教育委員会の互選により10月21日付で教育委員長に就任した。「日本をもう一度教育勅語の精神で立て直すべき」と公言してはばからない相羽は新設されたばかりの東郷高校に自身の会社のグラウンドを提供し、学校に直接出入りし、「東郷方式」と呼ばれる鉄の教育システムを敷いた。そうした背景から相羽の選任は議会で問題視された。
1991年、3期目の当選。
1994年5月29日、副知事の奥田信之が収賄の疑いで逮捕される。奥田は「あいち健康の森公園」関連施設の建築工事など愛知県が発注する建築工事や、愛知芸術文化センターの追加工事契約の予算執行に関して、1991年10月と1992年2月の2回、大成建設名古屋支店の副支店長と営業第一部長から、県庁内副知事秘書室で計2,000万円のわいろを受け取った。鈴木は翌年2月に知事選を控えており「4選出馬は確実」と周囲から見られているときだったが、進退が問われることとなった。鈴木は6月17日付で奥田を解職。それとともに自身の監督責任を認め、知事の月給を3か月間半額減給する条例改正案を6月21日開会の定例議会に追加提案した。11月18日、奥田は懲役2年6月、執行猶予3年、追徴金2,000万円の一審有罪判決を受けた。
同年11月30日、鈴木は4選出馬を表明。1995年の知事選では自民・新進・社会・公明の推薦を受け4期目の当選を果たした。
奥西信行副知事が収賄罪で逮捕、起訴された愛知芸術文化センター事件に絡み、愛知芸術文化センターの追加工事を巡るゼネコンへの赤字補てん疑惑は住民訴訟に発展し、住民らは1994年12月、工事を請け負った「大成・大林・鹿島・清水・鴻池・戸田・矢作・小原・大井建設共同企業体」、奥田副知事、寺西学県議、当時県総務部長だった青山英次元副知事らに対し、総額約30億円を県に返還するよう求めた。寺西は日高昇県議とともに大成建設が奥田に接近する際の橋渡し役を務めたとされる。
1998年8月4日、鈴木は5選不出馬を表明した。記者会見では「健康上の問題」を理由に挙げたが、同年7月に行われた参院選・愛知県選挙区で自民党候補2人が共倒れしたことの衝撃が加わり「新しい時代は後進に」の思いを強めたともいわれる。
知事在職中は、中部国際空港建設や第二東名・名神高速道路の建設促進、岐阜・愛知地域への首都機能誘致など大型プロジェクトの推進に積極的であった。一方で、全国市民オンブズマン連絡会議が行った全国情報公開度ランキングにおいて、愛知県は最下位が続いた。第2回ランキング（1998年2月発表）は失格県を除く42都道府県中で42位、第3回ランキング（1999年3月発表）は失格県を除く44都道府県中で44位を記録した。
1999年2月14日、任期満了により退任。

### 政界引退後
知事退任後は日本赤十字社県支部長、県国際交流協会会長などを務めた。
2000年11月3日、勲一等瑞宝章を受章。2011年12月3日、名誉愛知県民章を受章。
2022年8月15日、老衰のため、名古屋市内の自宅で死去。93歳没。死没日付をもって正四位に叙された。